# Csongrád
Csongrád là một thành phố thuộc hạt Csongrád, Hungary. Thành phố này có diện tích 173,89 km², dân số năm 2010 là 17478 người, mật độ 101 người/km².